# USS Chafee (DDG-90)

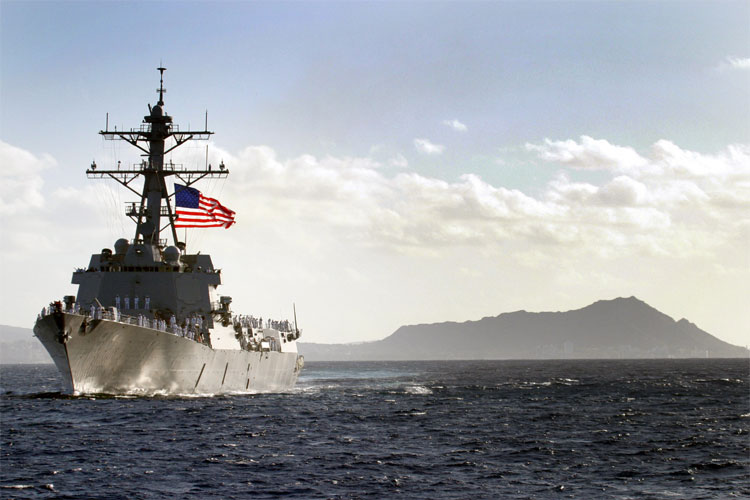
O USS Chafee navegando pelo porto de Pearl Harbor, no Havaí.

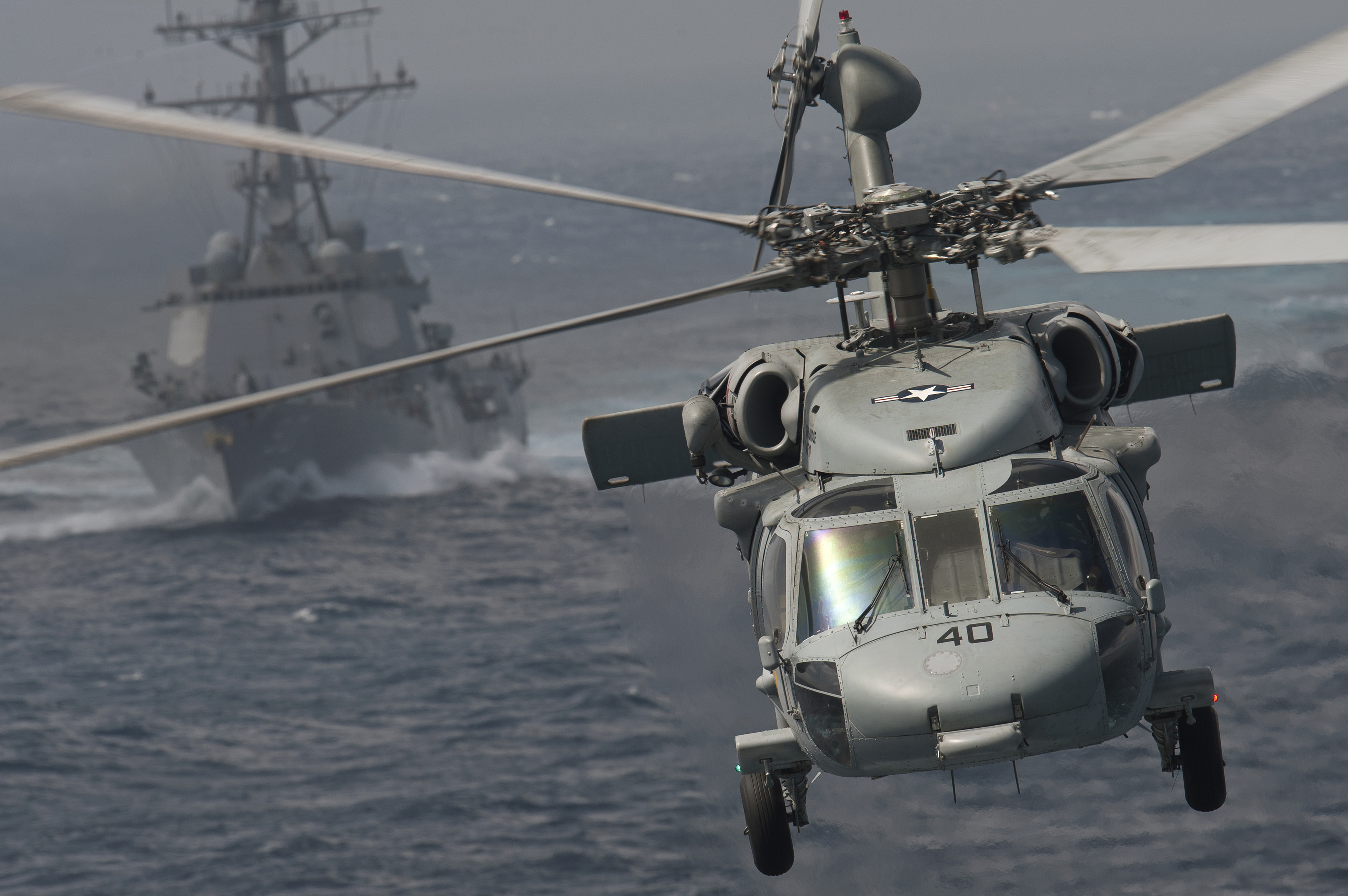
Um helicóptero Sikorsky SH-60 Seahawk decolando do Chafee.

O USS Chafee é um contratorpedeiro da classe Arleigh Burke pertencente a Marinha de Guerra dos Estados Unidos.
O Chafee foi designado para a Frota do Pacífico em 2003, ancorando na base de Pearl Harbor, com o grupo de batalha do porta-aviões USS Nimitz. Em 2003, foi até o Oriente Médio para fazer parte do grupo de combate que atuava na chamada Guerra ao Terror. Em 2007, retornou aos Estados Unidos e logo depois foi deslocado para o Mar da Somália onde combateu piratas e membros da Al-Qaeda. Alguns meses depois, o navio voltou a América para descanso da tripulação e atualmente serve no grupo de batalha do porta-avião USS Nimitz.